# Brachyglenis drymo
Brachyglenis drymo är en fjärilsart som beskrevs av Frederick DuCane Godman och Osbert Salvin 1886. Brachyglenis drymo ingår i släktet Brachyglenis och familjen Riodinidae. Inga underarter finns listade i Catalogue of Life.